# Jämlitz
Jämlitz (niedersorbisch Jemjelica) ist ein Dorf in der brandenburgischen Gemeinde Jämlitz-Klein Düben im Landkreis Spree-Neiße rund fünf Kilometer nordwestlich der sächsischen Parkstadt Bad Muskau.

## Geographie
Die Ortschaft Jämlitz liegt zentral im südöstlichen Teil der Gemeinde. Im Westen liegt Klein Düben, im Norden schließt sich unmittelbar Zschorno mit einem weitläufigen Waldgebiet an. Ebenfalls westlich von Jämlitz und nördlich von Klein Düben liegt Tschernitz, östlich von Jämlitz liegt Köbeln, die nördlichste Ortschaft Ostsachsens, im Südosten liegt Bad Muskau. Südlich von Jämlitz liegt, nur rund ein Kilometer westlich des Ortsteils Jämlitz-Hütte, der Gablenzer Ortsteil Wossinka.
Vom Westen aus verläuft die Bundesstraße 156 durch das westlich benachbarte Tschernitz und vereinigt sich mit der vom Norden kommenden und Tschernitz tangierenden Bundesstraße 115. Die beiden Bundesstraßen verlaufen dann in östlicher Richtung durch die Ausbauten Lug, umgehen Jämlitz im Südwesten und verlaufen in südöstlicher Richtung nach Krauschwitz, wo sie sich wieder trennen.
Die nächstgrößeren Städte mit einem Bahnhof sind Spremberg im Westen und Weißwasser im Süden.
Historisch gesehen ist Jämlitz eine schlesische Exklave, die auf der Grenze zwischen den Markgraftümern Niederlausitz und Oberlausitz liegt. Durch preußische Verwaltungsveränderungen in der ersten Hälfte des 19. Jahrhunderts kann Jämlitz als Ort der Niederlausitz angesehen werden.

## Geschichte
Die Ersterwähnung des Vasallenguts Jämlitz datiert auf das Jahr 1302. Das Dorf wurde urkundlich erstmals 1564 erwähnt.
Wie beim Nachbardorf Klein Düben ist auch bei Jämlitz anzunehmen, dass sein Besitzer im 14. Jahrhundert Lehnsschutz bei den Herren von Hackenborn auf Triebel und Priebus suchte. Auf diesem Wege wurde Jämlitz ein Vasallengut, das beim erblosen Tod seines Besitzers von der Herrschaft neu verlehnt werden konnte. Als die Herren von Hackenborn Triebel verkauften, blieb Jämlitz zusammen mit dem südwestlich liegenden Dorf Kromlau und Tschernitz bei der Priebusser Herrschaft, während Klein Düben mit Triebel verkauft wurde. So gelangte Jämlitz 1414 beim Verkauf der Herrschaft Priebus an die Herrschaft Sagan.
Um 1500 waren die Herren von Berge Besitzer von Jämlitz und Tschernitz. Valentin von Berge verkaufte Tschernitz 1577 an Joachim von Briesen, der in näherer Verwandtschaft zum Vorgenannten stand. Durch Lehnseintragung mehrerer Brüder bestand Jämlitz aus zwei Anteilen, als Valentin von Berge 1583 hoch verschuldet starb. Um die Schulden zu begleichen, wurde Valentins Anteil 1584 an die Herren von Horn auf Klein Düben verkauft. Durch die Ehe eines Herrn von Horn mit der Witwe Valentins wurde es den Söhnen des Letztgenannten ermöglicht, bei Erlangung von Geld ihr Erbe zurückzuerwerben. Heinrich von Berge nutzte dieses Recht und erwarb 1595 den Hornschen und 1600 den Briesenschen Anteil von Jämlitz. Als er 1629 starb, hatte er einige Schulden angehäuft, die sein Sohn mit dem Lehen übernahm. Zum Teil durch den anhaltenden Dreißigjährigen Krieg (1618–1648) konnte er sie nicht sofort begleichen. Als er 1644 starb, hinterließ er drei unmündige Söhne, die zeitgemäß in fremden Diensten standen, währenddessen sich ihr Mündel um Jämlitz kümmerte. Da die Gebrüder von Berge so gut wie nie auf Jämlitz waren, kam in Sagan bereits der Wille auf, ihnen das Lehnsrecht abzusprechen. Dies konnten sie einige Jahre lang verhindern.
Als Kurt Reinicke von Callenberg, Standesherr auf Muskau, durch eine Schuldforderung an einen Dritten im Februar 1656 eine Schuldforderung an das Gut Jämlitz überschrieben bekam, kündigte er diese Schuld bereits im Mai des gleichen Jahres. Als er keine Antwort erhielt, wandte er sich an die Regierung zu Sagan. Diese forderte die Bergschen zur Zahlung innerhalb der Monatsfrist auf, erhielt aber als Antwort, dass die Zahlung nicht möglich sei, da Jämlitz im Konkurs wäre. Nach längerem Hin und Her einigten sich alle Gläubiger darauf, dass Callenberg Jämlitz für 3300 Taler, rund 1800 Taler unter Wert, erwerben solle.
Auf diese Weise kam Jämlitz 1658 an die Standesherrschaft Muskau und sollte bei ihr bis zur Auflösung 1945 verbleiben. Die herrschaftlichen Gutsgebäude waren in einem schlechten Zustand und 9 der 15 Wirtschaften lagen wüst. Zudem zog sich die Bestätigung des Kaufs sowie die Übertragung des Lehens ins Erbe bis 1670 hin.
Nach dem Tod Callenbergs im Jahr 1672 hielt sich sein Sohn Kurt Reinicke II. von Callenberg mit der ausstehenden Zahlung der mit dem Kauf von Jämlitz übernommenen Schulden zurück. Noch immer waren einige Teile der Standesherrschaft nicht von den Kriegslasten befreit, so dass die Einnahmen von den Ausgaben aufgefressen wurden. Er bot daher Jämlitz zum Kauf an, jedoch wollte keiner der Gläubiger das Gut übernehmen. Durch einen 1686 getätigten Tausch zwischen Callenberg und seiner Frau kamen Jämlitz und die weiteren Saganer Güter Merzdorf und Neudorf formell an sie. Da die Herrschaft Sagan und Callenberg im Streit lagen, wurde dieser Vertrag ignoriert und am 16. März 1689 Callenberg all seiner Güter im Priebussischen Kreise für verlustig erklärt. Einsprüche seiner Frau wurden nicht anerkannt, die Beschlussumsetzung jedoch auch aufgeschoben.
Erst Johann Alexander, Graf von Callenberg wurde 1723 wieder mit diesem Beschluss konfrontiert. Die Saganer Herrschaft machte ihre Ansprüche in der Folge immer kräftiger geltend. Im Juni 1725 zogen der Saganer Regierungsrat Hackenthal und rund 200 bewaffnete Begleiter nach Jämlitz und besetzten das Gut. Graf von Callenberg war zu dieser Zeit außer Landes und der Protest seiner Vertreter wurde vom Regierungsrat nicht erhört. Nach einer Bitte an den Kaiser um Klärung des Falles wies er die Saganer Herrschaft an, bis zum Abschluss der Angelegenheit das Gut Jämlitz freizugeben. Letztlich blieben Jämlitz und die beiden weiteren Güter bei der Standesherrschaft Muskau und der Standesherr leistete seine Pflichten gegenüber dem Herzogtum Sagan.
Die Schänke auf dem herrschaftlichen Dominium wurde 1759 durch einen Neubau an der Straße von Muskau nach Zschorno (Zollstraße zwischen Sachsen und Schlesien) ersetzt. (Heute trägt dieser Gemeindeteil den Namen Alte Schänke.) Nicht immer hielten sich die pachtenden Wirte in den folgenden Jahrzehnten an die Pflicht, nur herrschaftlich Muskauer Bier auszuschenken. Wenn sie mit fremdem Bier erwischt wurden, war die Strafe entsprechend hoch.
Während der Befreiungskriege hatte die Region 1812 und 1813 enorm unter Truppendurchmärschen, Einquartierungen, Plünderungen und Epidemien zu leiden. Problematisch für das Kirchspiel Gablenz war, dass Jämlitz und Kromlau zu Preußen gehörten, während Gablenz und Klein Düben im verfeindeten Königreich Sachsen lagen. Pfarrer Peter Friedrich Halke (1761–1833) notierte am 25. März 1813: „Die Jämlitzer und Kromlauer, weil es ihnen von ihrer Seite verboten worden war, gingen nicht mehr nach Gablenz in die Kirche.“ Für sie predigte er in der Jämlitzer Gesindestube. Auch den Kindern war der Schulbesuch in Gablenz verboten worden.
Nachdem Sachsen nach dem Wiener Kongress 1815 die Niederlausitz und den nordöstlichen Teil der Oberlausitz an Preußen abtreten musste, wurde durch eine preußische Verwaltungsreform ďer Hauptteil der Standesherrschaft Muskau dem schlesischen Landkreis Rothenburg (Ob. Laus.) zugeordnet. Mit Rücksicht auf die Standesherrschaft wurden die Muskauer Vasallendörfer zwischen Triebel und Priebus als Exklaven ebenfalls dem Rothenburger Kreis zugeordnet. Jämlitz hingegen kam an den brandenburgischen Landkreis Sorau (Lausitz), obwohl sich Hermann von Pückler-Muskau bemühte, dass die Gemeinde ebenfalls in den Rothenburger Kreis eingegliedert wird. Auch diesbezügliche Anfragen durch ihn an den preußischen König blieben vergebens.
Zur besseren Holznutzung der Standesherrschaft wurde 1815 der Bau einer Glashütte angedacht. Nach einer Standortsuche fiel die Wahl im Juni auf Jämlitz. Pückler ließ die Glashütte und dazugehörige Wohnhäuser etwas südlich des Dorfes im Gutsbezirk Jämlitz bauen. Der Standort erwies sich bereits nach kurzer Zeit als ungünstig, da Jämlitz-Hütte schwer zu erreichen war und es in Ortsnähe an Holz mangelte. Schon 1821 dachte Pückler an den Verkauf der Hütte, fand aber keinen Käufer. Auch an einen Neubau andernorts dachte er 1829, jedoch wurde auch diese Idee fallen gelassen und der Komplex sogar noch erweitert. 1847 wurde eine Schenke und 1851 eine Hafenstube gebaut.
Durch den 1847 erfolgten Bau der Chaussee Muskau–Spremberg über Jämlitz (heute Teil der beiden Bundesstraßen 115 und 156) verlor die alte sächsisch-schlesische Zollstraße ihre Bedeutung und mit ihr die dortige Schenke. Ein neues Wirtshaus wurde daher an der Kreuzung der Chaussee mit der Straße von Gablenz nach Zschorno gebaut.
Nachdem die Glashütte einsturzgefährdet war, entschied man sich gegen eine Renovierung und für den Bau einer neuen Hütte. Der Grundstein dafür wurde am 8. Mai 1854 gelegt. Die Pächter konnten sich mit chemischen und pharmazeutischen Apparaten ein großes Absatzgebiet erschließen. Im April 1861 brannte das Dach gänzlich nieder. Es war nicht der erste, jedoch der bislang schwerste Brand. Er wurde zum Anlass genommen, die Hütte in Länge und Höhe zu erweitern. Auf der Londoner Weltausstellung 1862 erhielten die Pächter, die inzwischen auch zu Hoflieferanten ernannt waren, die Medaille honoris causa „für vortrefflich gearbeitete chemische und pharmazeutische Apparate“.
Bei der 1866 durchgeführten Separation kam der Gedanke auf, das Föhrenfließ, das die Grenze zwischen Jämlitz im Süden und Tschernitz und Zschorno im Norden bildete, zu begradigen und somit auch Nutzfläche zu gewinnen. Die Kosten des Projekts sowie der Aufwand der Landneuordnung in den bereits separierten Gemeinden Tschernitz und Zschorno standen jedoch in keinem Verhältnis zum Nutzen, so dass es nicht zur Bachbegradigung kam.
Die Wassermühle am Föhrenfließ, die bereits 1622 in Jämlitz nachweisbar ist, wurde 1893 um einen Dampfbetrieb erweitert. Weitere Baumaßnahmen in dieser Zeit betrafen den Schulbau (1888) und -neubau (1905).
In den 1880er Jahren war in der Glashütte das Produktionsprogramm vollständig umgestellt worden. Sie produzierte nicht mehr medizinische Apparate, sondern vornehmlich geschliffenes Hohlglas wie Teller, Schüsseln, Krüge, Vasen und Weingläser. Ab 1909 wurde das Programm auf einen reicheren Schliff und farbige Kunstgläser ausgerichtet. Der Erste Weltkrieg brachte einen 50-prozentigen Absatzrückgang und die Weltwirtschaftskrise sorgte für einen Einbruch des Marktes bei speziellen Luxusgütern wie den hergestellten Gläsern. Hohe Transportkosten sowie Verluste durch eine gestiegene Ausschussquote in den 1930er Jahren sorgten außerdem dafür, dass die Hütte rote Zahlen schrieb. Nach 125 Jahren Glasproduktion schloss die Jämlitzer Glashütte am 1. August 1939. Die Beschäftigten konnten in den Glashütten in Weißwasser, Tschernitz und Döbern untergebracht werden.
Gegen Ende des Zweiten Weltkriegs wurde Jämlitz zu etwa 80 Prozent während der Kampfhandlungen nach dem Neißeübertritt der Roten Armee am 16. April 1945 zerstört.
Am 1. Juli 1950 wurde die Zschorno eingemeindet.

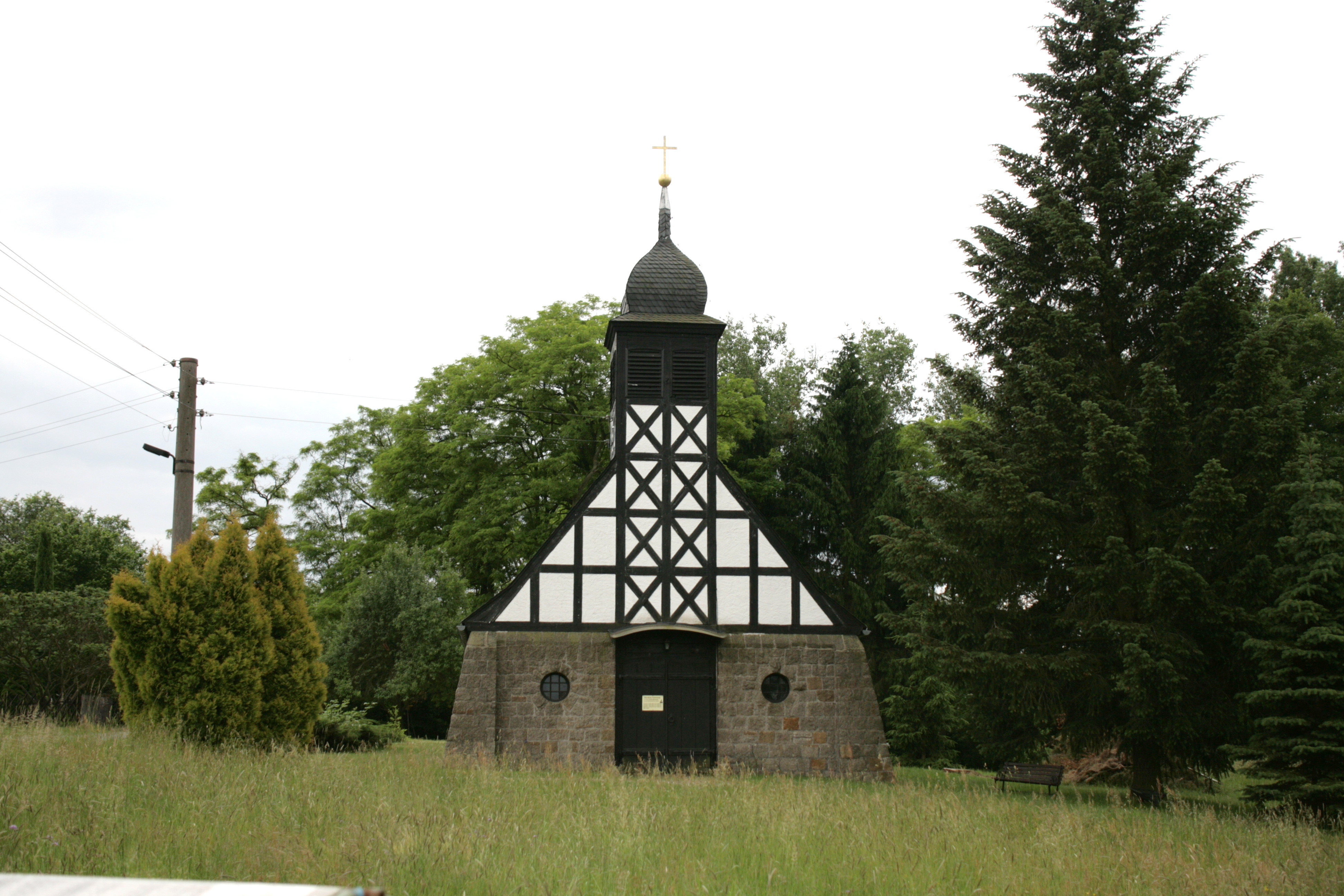
Die Kirche von 1953

Nach einem knappen Jahr Bauzeit konnte am 4. Juni 1953 die Michaeliskirche in Jämlitz geweiht werden. Die Dorfbewohner spendeten Baumaterial und halfen beim Aufbau, sodass das Gebäude für nur 30.000 Ost-Mark verwirklicht werden konnte. Der Bau einer neuen Kirche stellte in der DDR eine Ausnahme dar. Sie wurde 2003 unter Denkmalschutz gestellt und im gleichen Jahr auch saniert.

### Bevölkerungsentwicklung
| Jahr                                                     | Einwohner | Einwohner | Einwohner |
| Jahr                                                     | J         | Z         | G         |
| -------------------------------------------------------- | --------- | --------- | --------- |
| 1782                                                     | 125       |           |           |
| 1875                                                     | 391       | 263       | 654       |
| 1890                                                     | 531       | 228       | 759       |
| 1910                                                     | 482       | 193       | 675       |
| 1925                                                     | 454       | 183       | 637       |
| 1933                                                     | 498       | 175       | 673       |
| 1939                                                     | 466       | 175       | 641       |
| 1946                                                     | 404       | 172       | 576       |
| 1950                                                     | 682       | 682       | 682       |
| 1964                                                     | 626       | 626       | 626       |
| 1971                                                     | 591       | 591       | 591       |
| 1981                                                     | 441       | 441       | 441       |
| 1989                                                     | 407       | 407       | 407       |
| 1990                                                     | 392       | 392       | 392       |
| 1993                                                     | 381       | 381       | 381       |
| 2000                                                     | 417       | 417       | 417       |
| 2016                                                     | 357       | 357       | 357       |
| Zeichenerklärung: J: Jämlitz Z: Zschorno G: Gesamtanzahl |           |           |           |

Bereits im Jahr 1555 hatte Jämlitz 15 Wirtschaften. Diese setzten sich 1576 aus acht Bauern, einem Halbbauern und sechs Gärtnern zusammen. Der Dreißigjährige Krieg (1618–1648) hatte für die Einwohner verheerende Folgen. Bis 1638 hatte sich die soziale Struktur auf sechs Bauern und neun Gärtner verschlechtert. 1654, sechs Jahre nach Kriegsende, hatte Jämlitz gerade noch zwei Bauern und zwei Gärtner, die restlichen neun Wirtschaften lagen wüst. Fünf Jahre später hat sich die Einwohnerzahl lediglich um je einen Bauern und Gärtner erhöht, die Verschleppung der Bestätigung des Callenbergschen Besitzes taten ihr Übriges.
Bis 1699 hat sich die Einwohnerzahl fast erholt, die zwölf Wirtschaften wurden von je vier Bauern, Gärtnern und Häuslern betrieben. Der Bevölkerungsanstieg bis 1782 hält sich mit zwei weiteren Häuslern in Grenzen, dann aber wächst das Dorf rasch, so dass 1816 vier Bauern, vier Gärtner neun Büdner und fünf Häusler, insgesamt also 22 Wirtschaften verzeichnet werden.
In der Rezessurkunde zur Separation wurden im März 1866 bereits 28 Wirtschaften genannt: 2 Ganzbauern, 3 Halbbauern, 4 Gärtner, 11 Büdner und 8 Häusler.
Der Bevölkerungsanstieg setzt sich fort und zwischen 1782 und 1875 verdreifacht sich die Einwohnerzahl von 125 auf 391. Durch weiteres Wachstum erreicht sie 1890 einen Stand von 531, fällt danach bis 1925 auf 454 ab. Bis 1933 steigt die Einwohnerzahl noch einmal auf rund 500, fällt bis 1939 wieder auf 466 ab.
Da Jämlitz gegen Ende des Zweiten Weltkrieges stark zerstört war, konnten kurz nach Kriegsende kaum Flüchtlinge aufgenommen werden. Die Einwohnerzahl lag sogar unterhalb der von 1939. Diese Lage konnte in den folgenden Jahren verbessert werden, so dass 1950 in Jämlitz und Zschorno mit 682 Einwohnern rund 100 Leute mehr als nach Kriegsende wohnten.
In den folgenden vier Jahrzehnten sank die Bevölkerungszahl allmählich auf unter 400 im Jahr 1990 ab. Ihren vorläufigen Bevölkerungstiefststand hat die Gemeinde 1993 mit 381 Einwohnern erreicht. Bis zum Jahr 2000 stieg die Zahl wieder auf 417 an.
Anfang des Jahres 2016 hatte Jämlitz 357 Einwohner.
Der Bevölkerungsanstieg im 19. Jahrhundert änderte auch die ethnische Struktur. War Jämlitz ursprünglich ein sorbisches Dorf, so ermittelte Muka in den 1880ern einen sorbischen Bevölkerungsanteil von gerade einmal noch 54 % (200 Sorben, 170 Deutsche). In Zschorno waren es gar nur noch 50 Sorben gegenüber 208 Deutschen.

### Ortsname
Die relativ spät einsetzende urkundliche Überlieferung lässt keine eindeutigen Schlüsse über die Namensherkunft zu. Mögliche Ableitungen aus dem Altsorbischen sind Jaḿnica ‘Grube’ und Jeḿelica ‘Mistel’. Für die erste Variante spricht, dass Jamlitz diese Namensherkunft hat. Für die zweite Variante spricht, dass der sorbische Name Jemjelica daran angelehnt wurde.
Der Gablenzer Pfarrer Peter Friedrich Halke leitete den Namen in seiner Chronik des Kirchspiels vom sorbischen jemolu ‘Besenpfriem, Hasenkraut’ ab. Dafür spräche, dass diese gelbblühende Pflanze in größerer Menge im Jämlitzer Umfeld wächst.
In älteren Texten ist neben Jämlitz auch die Schreibweise Jemlitz auffindbar.

### Verwaltungsgliederung
Durch die preußische Verwaltungsreform wurde Jämlitz 1816 dem preußisch-brandenburgischen Landkreis Sorau (Lausitz) zugeschlagen, einige Rechte verblieben jedoch noch bis 1827 in Sagan, zu dessen Herrschaft Jämlitz seit 1414 gehörte. Seit 1945 wurde der kleinere Teil des Landkreises westlich der Lausitzer Neiße von der vormals kreisfreien Stadt Forst (Lausitz) aus verwaltet. Der südliche Teil des Restkreises Sorau wurde 1946 dem umgestalteten Kreis Spremberg zugeschlagen, wodurch Jämlitz an selbigen kam.
In der brandenburgischen Kreisreform von 1993 schlossen sich die Kreise Spremberg, Cottbus-Land, Guben und Forst zum Landkreis Spree-Neiße zusammen. In den folgenden Jahren kam es zu einer Reihe von Gemeindezusammenschlüssen, so auch zu dem von Jämlitz und Klein Düben am 31. Dezember 2001, aus dem die Gemeinde Jämlitz-Klein Düben hervorging.